# Friedrich Wilhelm von der Schulenburg-Kehnert

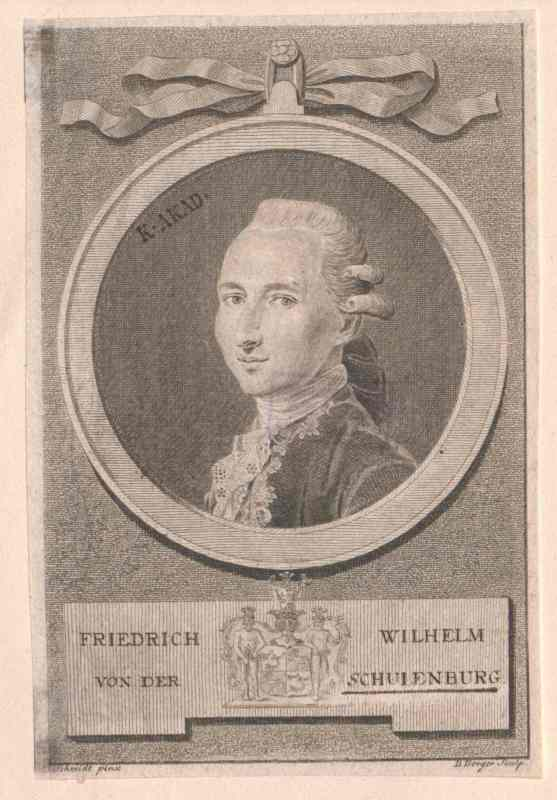
Friedrich Wilhelm von der Schulenburg-Kehnert

Friedrich Wilhelm Graf von der Schulenburg-Kehnert (* 21. November 1742 zu Kehnert; † 7. April 1815 ebenda) war preußischer Offizier, zuletzt General der Kavallerie sowie Minister beim Generaldirektorium und beim Oberkriegskollegium.

## Leben

### Herkunft
Friedrich Wilhelm war der gleichnamige Sohn des preußischen Offiziers und Herr auf Kehnert, Farsleben und Uetz Friedrich Wilhelm Freiherr von der Schulenburg (* 10. Oktober 1710; † 5. Februar 1752) und dessen Ehefrau Juliane Luise Sophie, geborene von Sydow (* 4. Juni 1719; † 24. August 1774).

### Laufbahn
Schulenburg-Kehnert erhielt seine erste Bildung auf dem Altstädtischen Gymnasium in Brandenburg an der Havel, besuchte ab 1754 die Schule zur Kloster Berge bei Magdeburg und wechselte am 21. September 1757 auf die Ritterakademie Brandenburg. Anschließend trat er am 16. März 1760 als Kornett in das Kürassierregiment „von Manstein“ Nr. 7 ein und nahm als Adjutant beim Regimentschef von 1761 bis 1763 am Siebenjährigen Krieg teil. 1766 wurde er aus der Armee entlassen, „weil er lahm am Arm ist“.
1770 wurde Schulenburg-Kehnert als Nachfolger des Christoph Albrecht von Auer zum Präsidenten der Kriegs- und Domänenkammer Magdeburg ernannt. Im Jahr 1771 wurde er nach Berlin berufen und zum Minister für das 3. Departement ernannt. Gleichzeitig übernahm er die Präsidentschaft des Hauptbankdirektoriums. Unter Friedrich II. war Schulenburg-Kehnert außerdem zuständig für das Forstwesen, das Bergwerk- und Hüttendepartement, für das Münzwesen, die Lotterie, die Generaltabaksadministration und die Seehandlung. Im Rahmen der sogenannten Schulenburgschen Landesaufnahme erfolgte in dieser Zeit eine Kartierung des Staatsgebietes von Preußen östlich der Weser durch den Kartographen Schmettau (Schmettausches Kartenwerk).
1778 wurde er Kriegsminister und arbeitete im Auftrag des Königs den Mobilmachungsplan für die Armee aus. 1791 wurde er durch Friedrich Wilhelm II. zum Minister für auswärtige Angelegenheiten ernannt. Für seine Verdienste wurde Schulenburg-Kehnert am 25. März 1784 Ritter des Schwarzen Adlerordens sowie am 2. Oktober 1786 in den erblichen Grafenstand erhoben. Nach dem Feldzug zog er sich 1795 auf seine Güter zurück. Das neugeschaffene Amt des Generalkontrolleurs der Finanzen bot Schulenburg-Kehnert die Möglichkeit, zum Premierminister aufzusteigen, dies lehnte er jedoch ab. Nachdem er am 20. Mai 1798 zum General der Kavallerie befördert worden war, fungierte Schulenburg-Kehnert ab 30. März 1800 als Generalpostmeister. 1805 übernahm er die Verwaltung des neuerworbenen Kurfürstentums Hannover und wurde interimistischer Gouverneur von Berlin. In dieser Eigenschaft erließ er nach der Schlacht bei Jena und Auerstedt am 17. Oktober 1806 die folgende, berühmt gewordene Bekanntmachung:
„Der König hat eine Bataille verloren. Jetzt ist Ruhe die erste Bürgerpflicht. Ich fordere alle Einwohner Berlins dazu auf. Der König und seine Brüder leben!“
Mit dem Einrücken der Franzosen im Jahr 1806 zog er nach Königsberg, wo er die oberste Leitung der dortigen Militär- und Zivilangelegenheiten wahrnahm.

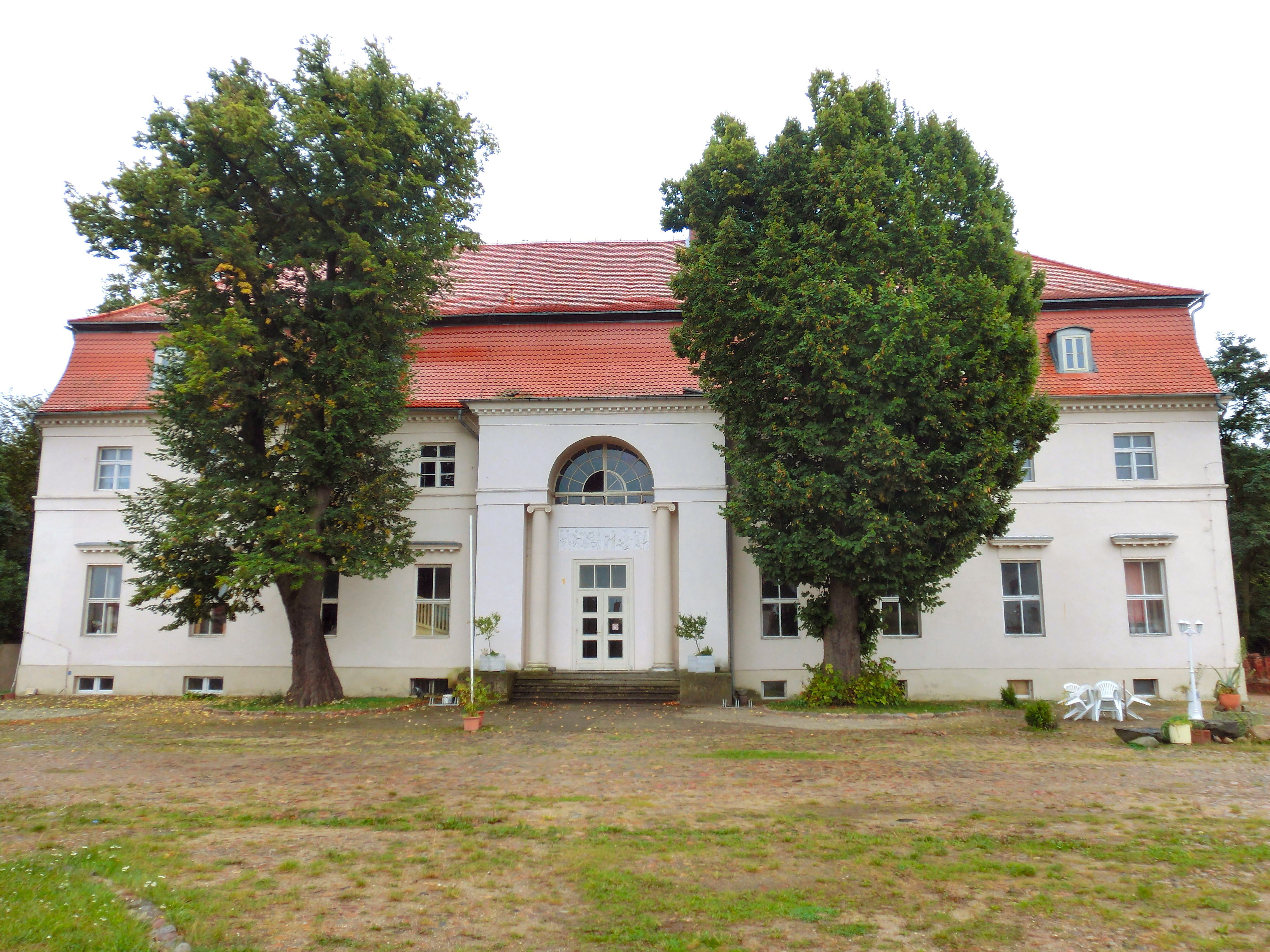
Schloss Kehnert

Da seine Besitzungen im Königreich Westphalen lagen, schied Schulenburg-Kehnert aus preußischen Diensten und trat 1806 in westfälische Dienste. Er wurde Staatsrat und Präsident der Kriegssektion in Kassel. Das Schloss in Kehnert ließ er 1803 nach Plänen von Carl Gotthard Langhans erbauen.

### Familie
Er war dreimal verheiratet. Seine erste Frau wurde am 22. August 1766 Ludowike Dorothea von Borstell (* 18. März 1746; † 14. Mai 1767). Das Paar hatte folgende Tochter:
- Luise Friederike Wilhelmine Johanne (* 10. Mai 1767; † 28. März 1847) ⚭ Friedrich August Leopold Karl Graf von Schwerin (* 11. Dezember 1750; † 16. September 1836), Generalleutnant

Seine zweite Frau wurde am 4. Juni 1768 Charlotte Ottilie Philippine von Klitzing (* 23. Juli 1752; † 3. Januar 1772). Das Paar hatte keine Kinder.
Letztmals verheiratete er sich am 12. September 1773 mit Helene Sophie Wilhelmine von Arnstedt (* 16. September 1755; † 10. Januar 1802). Das Paar hatte folgende Kinder:
- Werner Friedrich Achaz (* 7. April 1778; † 5. August 1804) ⚭ 8. März 1804 Emilie von Angern (* 26. August 1787; † 17. Dezember 1804)
- Wilhelmine Helene Friederike (* 24. Januar 1775; † 18. April 1794)
- Friederike Karoline Sophie (* 6. Mai 1779; † 21. Dezember 1832) ⚭ 1. Dezember 1799 Fürst Franz Ludwig von Hatzfeldt (* 23. November 1756; † 3. Februar 1827)